# Avenel, Victoria
Avenel är en ort i Australien. Den ligger i kommunen Strathbogie och delstaten Victoria, omkring 100 kilometer norr om delstatshuvudstaden Melbourne. Antalet invånare är 728.
Runt Avenel är det mycket glesbefolkat, med 4 invånare per kvadratkilometer.. Närmaste större samhälle är Seymour, omkring 16 kilometer sydväst om Avenel. 
Trakten runt Avenel består till största delen av jordbruksmark. Genomsnittlig årsnederbörd är 778 millimeter. Den regnigaste månaden är februari, med i genomsnitt 101 mm nederbörd, och den torraste är november, med 39 mm nederbörd.